# 義大利開局
義大利開局（英語：Italian Game），又譯義大利體系，是國際象棋開局開放性開局的一種，走法為：
1.e4 e5 2.Nf3 Nc6 3.Bc4

## 主要變著
- 瑞高鋼琴
- 雙馬防禦
- 匈牙利防御
- 巴黎防禦
- 盧梭棄兵
- 布萊克本先令棄兵